# Baterias de Jacarepaguá
As Baterias da Barra de Jacarepaguá localizava-se na barra da lagoa de Jacarepaguá, a sudoeste da cidade e estado do Rio de Janeiro, no Brasil.

## História
Essas estruturas certamente remontam ao governo do Vice-rei D. Luís de Almeida Portugal (1769-1779), quando foram fortificados os desfiladeiros do Engenho Novo e da serra do Mateus, da serra dos Três Rios (defesas do sertão de Jacarepaguá), e as praias do litoral oceânico: na barra da Tijuca e nos lugares de Itapuã e do Pontal.
De acordo com SOUZA (1885), existiram duas Baterias na barra da lagoa de Jacarepaguá, para defesa do acesso à cidade do Rio de Janeiro por aquele trecho do litoral. À época do Brasil Império, devido às repetidas crises do Período Regencial, o Decreto de 24 de Dezembro de 1831 mandou desarmá-las e desguarnecê-las (op. cit., p. 113). Uma fortificação do Jacaré encontra-se relacionada entre as defesas do setor Sul ("Fortificação de Semambitiba") no "Mapa das Fortificações e Fortins do Município Neutro e Província do Rio de Janeiro" de 1863, no Arquivo Nacional (CASADEI, 1994/1995:70-71). Ainda de acordo com SOUZA (1885), nada mais restava dessas estruturas, à época (1885) (op. cit., p. 113).
BARRETTO (1958), menciona o Fortim de Itapuã ou Fortim de Jacarepaguá, em conjunto com as Baterias de Itapoã, indicando que se localizavam na altura da Pedra de Itapoã junto à praia de Sernambetiba (op. cit., p. 254-255).
Não foi possível localizar a barra da lagoa de Jacarepaguá, uma vez que esse espelho d'água se comunica hoje com a lagoa da Tijuca por um canal sob a atual avenida Alvorada (que liga o bairro da Barra da Tijuca com o de Jacarepaguá, na Zona Oeste da cidade do Rio de Janeiro). A lagoa da Tijuca, por sua vez, se comunica com o Oceano Atlântico pela barra da Tijuca, que dá nome ao bairro (ver Baterias da Barra da Tijuca).